# Casèras (Landes)
Casèras d'Ador (en francès Cazères-sur-l'Adour) és un municipi francès situat al departament de les Landes i a la regió de la Nova Aquitània.

## Demografia
| 1962                                       | 1968 | 1975 | 1982 | 1990 | 1999 | 2007  |
| ------------------------------------------ | ---- | ---- | ---- | ---- | ---- | ----- |
| 676                                        | 766  | 777  | 815  | 873  | 862  | 1.132 |
| Des de 1962: població sense dobles comptes |      |      |      |      |      |       |

## Administració
| Període   | Identitat         | Partit |
| --------- | ----------------- | ------ |
| 2001-2008 | Ginette Sentuc    |        |
| 2008-     | Francis Desblancs |        |